# Jean-François Galéa
Pour les articles homonymes, voir Galéa.
 (juillet 2021).
 (août 2025).
Il peut être nécessaire de l'améliorer pour respecter le principe de neutralité de point de vue. Veuillez consulter la page de discussion pour plus de détails.

Jean François Galéa, né le 28 août 1944 à Alger, est un artiste français.

## Biographie
Jean François Galéa est né à Alger. Après avoir participé au débarquement de Provence le 15 août 1944, son père René Honoré Galéa né en 1911 à Boufarik près d'Alger d'une famille originaire de Malte, s’installe avec sa famille (son épouse Adrienne Laborda née en 1914 à Alger d'une famille d’origine espagnole ainsi que son frère René Adrien né en 1935 à Alger) en France métropolitaine près de Saint-Étienne.

Pendant ses études classiques sans grand enthousiasme, c'est le dessin qui révèle au jeune adolescent sa future voie. Inscrit à 14 ans à temps plein, en 1959 à l'École des Beaux-Arts de Saint-Étienne, il se spécialise dans plusieurs domaines, et est admis en 1967-1968 aux Loges du Prix de Rome de gravure, à l'École supérieure des Beaux-Arts de Paris, dont les épreuves sont interrompues par les événements de Mai 68. Des expositions (peintures, sculptures bronzes, gravures, faïences, dessins), personnelles et en groupe, en Lorraine, Rhône-Alpes et Provence jalonnent sa vie jusqu'en 2017, année ou il obtient la médaille d'Or, section peinture au Salon  des artistes français à Paris, ou il expose régulièrement depuis 2008. 

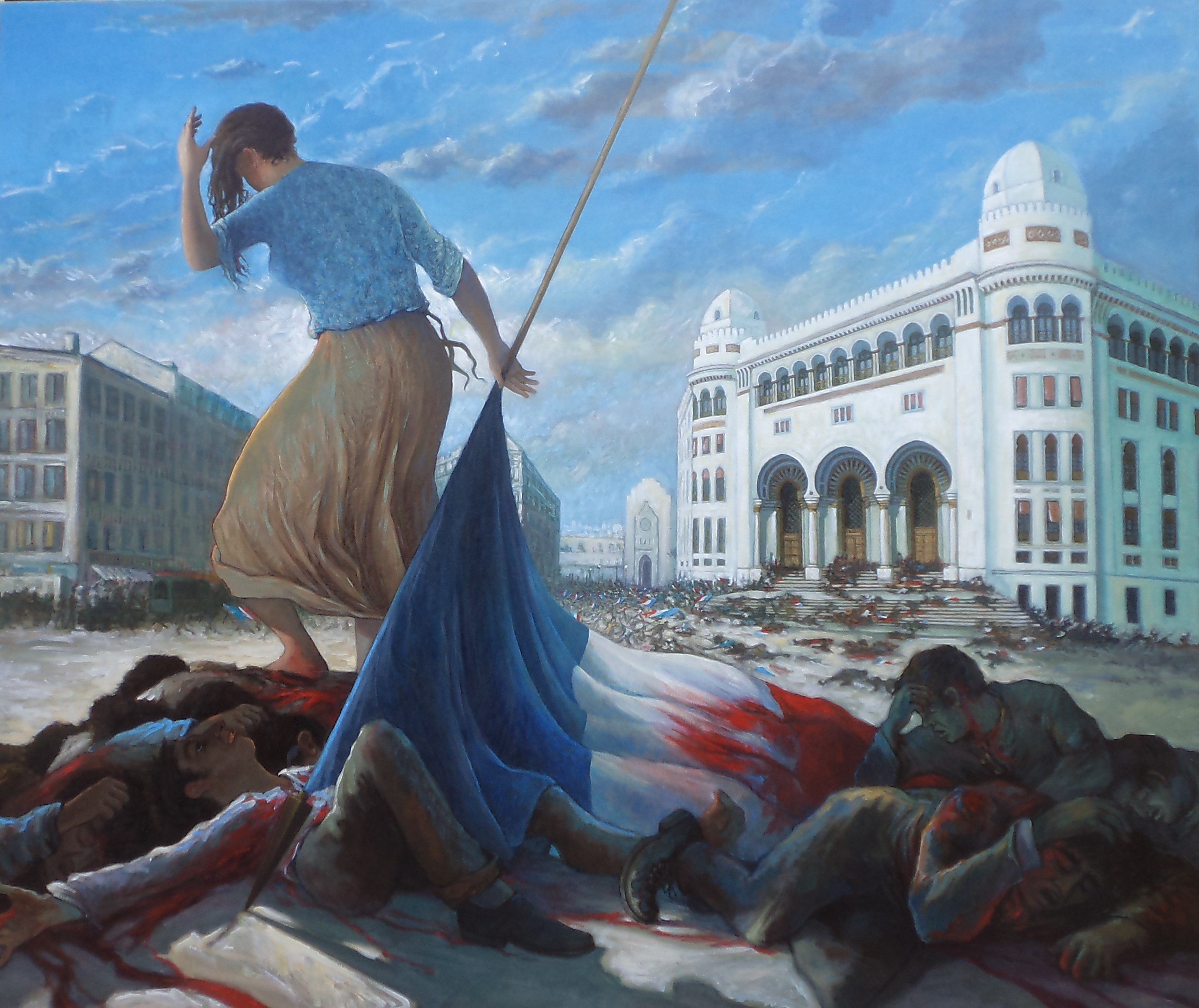
Fusillade du 26 mars 1962, rue d'Isly-Htl, 135 X 160 cm

Traumatisé par la guerre d'Algérie où il retourne plusieurs fois avec sa mère, Galéa réalise en 1965-67, une série de gravures  à l'eau-forte ayant pour titre Misères de la Guerre d'Algérie de 1954 à 1962 en Algérie française, préfacées par l'écrivain Jean Brune et présentées sous forme d'un recueil de vingt eaux-fortes en trois exemplaires (un exemplaire déposé en 1967-1968, à la Bibliothèque Nationale de France). Ce témoignage, complété  par la suite d'une série de peintures et un triptyque de 1,35 m X 4,80 mètres, dont le tableau gauche (fusillade de la rue d'Isly) est exposé à Paris en 2018 au Salon des artistes français, est destiné à une exposition publique en un lieu conservant la mémoire d'un peuple qui connut la souffrance et l'exode.

## Travaux
En 1959, Galéa est inscrit à l'école des beaux-arts de Saint-Étienne. En 1963, il obtient le certificat d’aptitude à une formation artistique supérieure (CAFAS) et devient élève du sculpteur Léon Bosramiez, lauréat du prix de Rome en 1947. En 1965, il obtient le diplôme national des beaux-arts de décoration plane.

De 1965 à 1967, il travaille dans l’atelier de Claude Weisbuch, spécialiste de lithogravure et de pointe sèche, et obtient en 1967 le diplôme national des beaux-arts de gravure et illustration - major national en dessin puis de 1967 à 1968, inscrit à l’École supérieure des beaux-arts de Paris, pour passer le concours du prix de Rome de gravures (eaux-fortes, aquatinte, burin, lithographie, pointe sèche, manière noire), il participe aux loges interrompues par les événements de mai 1968. Il travaille cette même année dans l’atelier de Lucien Coutaud, décorateur renommé et intime des plus grands artistes peintres du début du siècle et du milieu du spectacle.

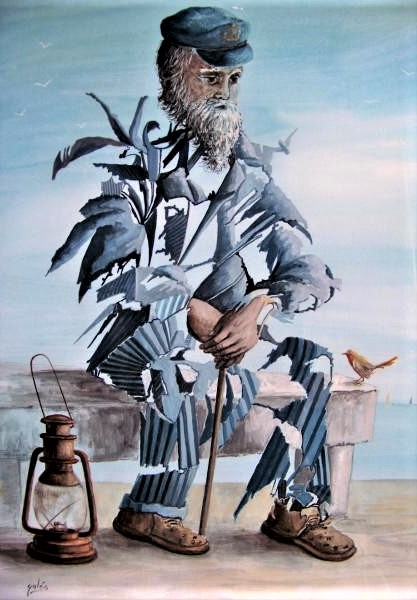
LE PECHEUR D'ALGER 1977. Huile sur toile.

Il participe en 1969 à l'exposition à la galerie de la mutualité à Saint-Étienne. Il crée des tissus pour la mode et continue ses recherches en gravures et sculptures. En 1970, il devient professeur d'Art plastique au sein de l’Éducation Nationale jusqu'en 2007. Basé en Lorraine, il expose dans diverses villes françaises telles à Reims, Saint-Étienne, Marseille en 1974. En 1975, il édite des gravures à Paris. D'autres gravures sont déposées au Cabinet des estampes de la Bibliothèque nationale de France en 1977 et la toile Mélancolie est exposée au Salon d’Automne à Paris.

Il expose à plusieurs reprises à Stenay, Sedan, Verdun et Marseille de 1974 à 1977 et participe en 1978 à une exposition au musée de Longwy. Son œuvre Longwy la nuit est en permanence à la mairie de Longwy-haut et une autre peinture Longwy sidérurgie est visible au musée de Longwy.

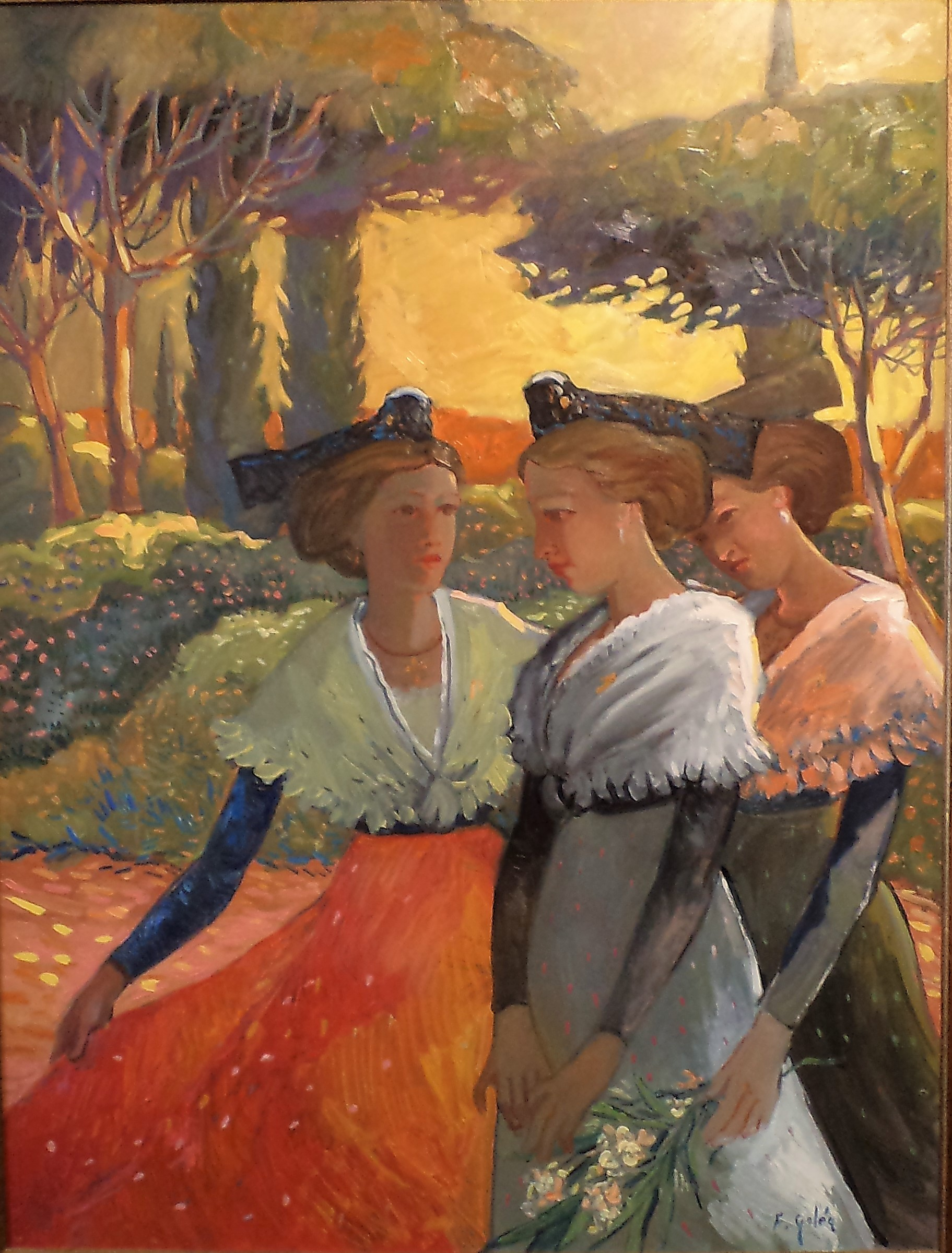
Confidence d'Arlésienne, huile sur toile, 1.20 m X 80 cm, 1998

En 1978 et 1980, il expose à Stenay, Verdun, Sedan, Reims et Revin. Après avoir passé les années 1980 à Lyon, deux toiles sont acquises par la raffinerie Total de Feyzin.
Depuis 1991, son atelier est situé à Aimargues dans le Gard. Il s'oriente vers la création d’éléments de décoration et de design en pâtes de verre. Il réalise également des vases ainsi que des lampes dans la tradition de l’École de Nancy. Il modernise ce savoir-faire des années 1930 se modernise en utilisant des motifs contemporains. Il réalise également des faïences. Ses réalisations seront éditées par la faïencerie Saint-Jean-l'Aigle ainsi que les faïenceries anciennes fondées en 1870 à Longwy. Des lampes et vases boules aux motifs arlésiennes-sujets camarguais et des sculptures en bronze seront également réalisés à cette époque.
Il expose en 2005 sur le thème de la Camargue à la galerie Jules Salles de Nîmes. Sur ce thème sont présentés une centaine de ses œuvres en bronze, lampes, vases et faïences. Ce sera également l’occasion pour lui de faire découvrir une série de toiles intitulées Les Arlésiennes (habitantes de la ville d'Arles et sa région Camargue de 1800 à nos jours.).
En 2007, il expose une cinquantaine de toiles sur le thème des élections présidentielles françaises à Montpellier. Il expose encore au Grand Palais à Paris, au salon Art en Capital un tableau intitulé Votez, primé médaille de bronze par la Salon  des artistes français. Votez est une toile contestataire, dénonçant l'état politique de la France, symbolisée par une Marianne exsangue.

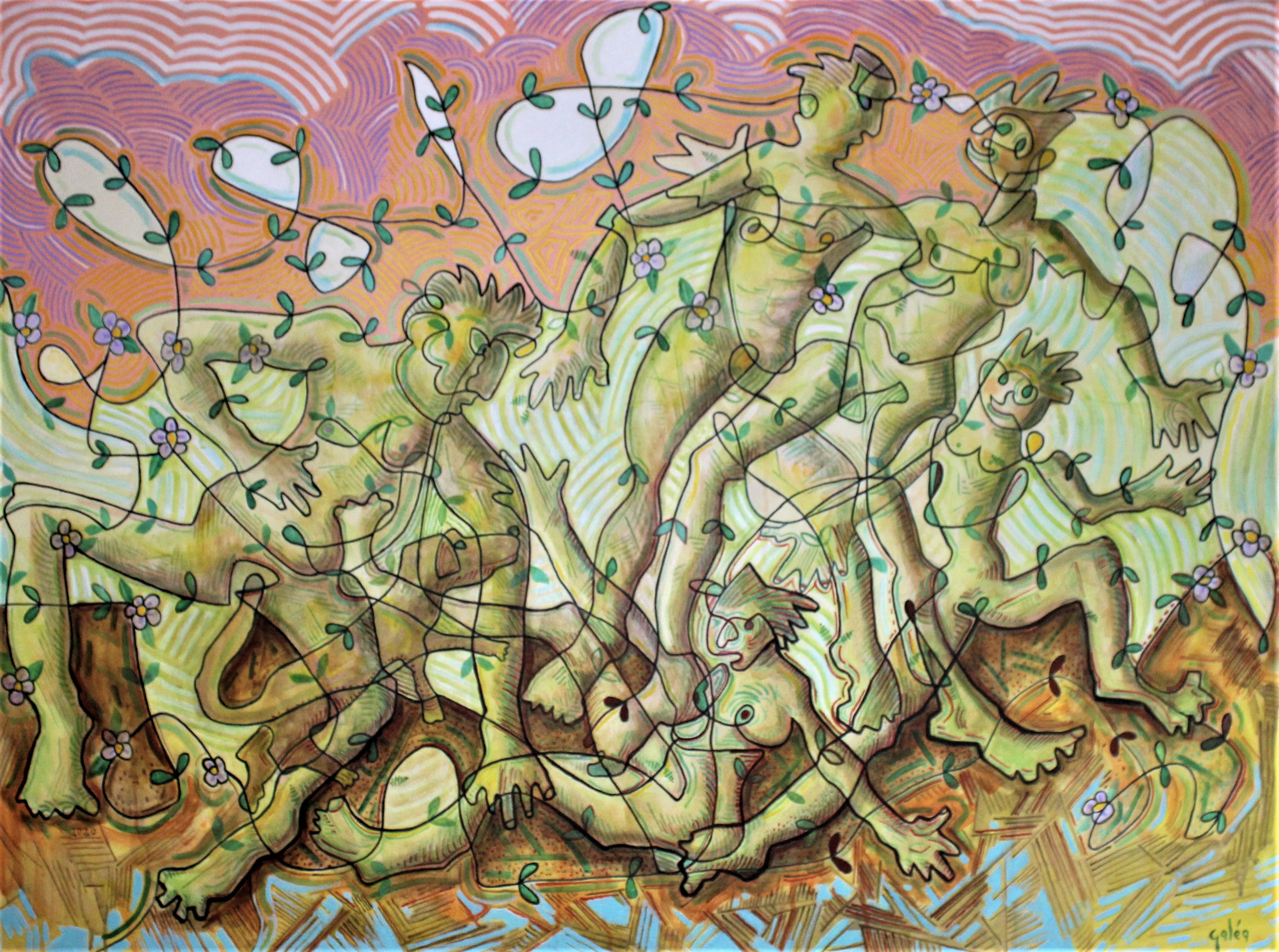
NATURONS-NOUS. Année 2020. Technique mixte sur toile. Hauteur : 97 mm. Largeur : 130 cm

En 2009, exposition au Grand Palais à Paris du tableau Obama président, durant le Salon de artistes français. Acquis aux enchères à Versailles par un galeriste de Dubaï, en 2010, exposition du tableau Identité, au Grand Palais à Paris, Salon des artistes français, 2011, exposition du tableau Alger, au Grand Palais à Paris, Salon des Artistes Français ; 2012, exposition du tableau Radeau France, primé médaille d'argent, au Grand Palais à Paris au  Salon des artistes français ; 2013, réalisation du triptyque, Les sacrifiés de 1914-1918, en hommage aux soldats de la Grande Guerre (huile sur toile, 7,50 m x1,85 m) ; 2014, exposition du tableau Les sacrifiés de 1914-1918, panneau central (les poilus) au Grand Palais à Paris, Salon des artistes français ;2015, exposition du tableau Salam-Paix-Shalom, prêchant une volonté pacifique de respect entre les religions, Grand Palais à Paris, Salon des artistes français, pendant les attentats terroristes, Charlie Hebdo, Bataclan ; 2016, réalisation de l'ouvrage, Politique, Votons citoyens !!!, constat de la politique française au début du XXIe siècle ; 2017, exposition du tableau La pêche aux voix, évocation de la situation politique de la France en 2017. 

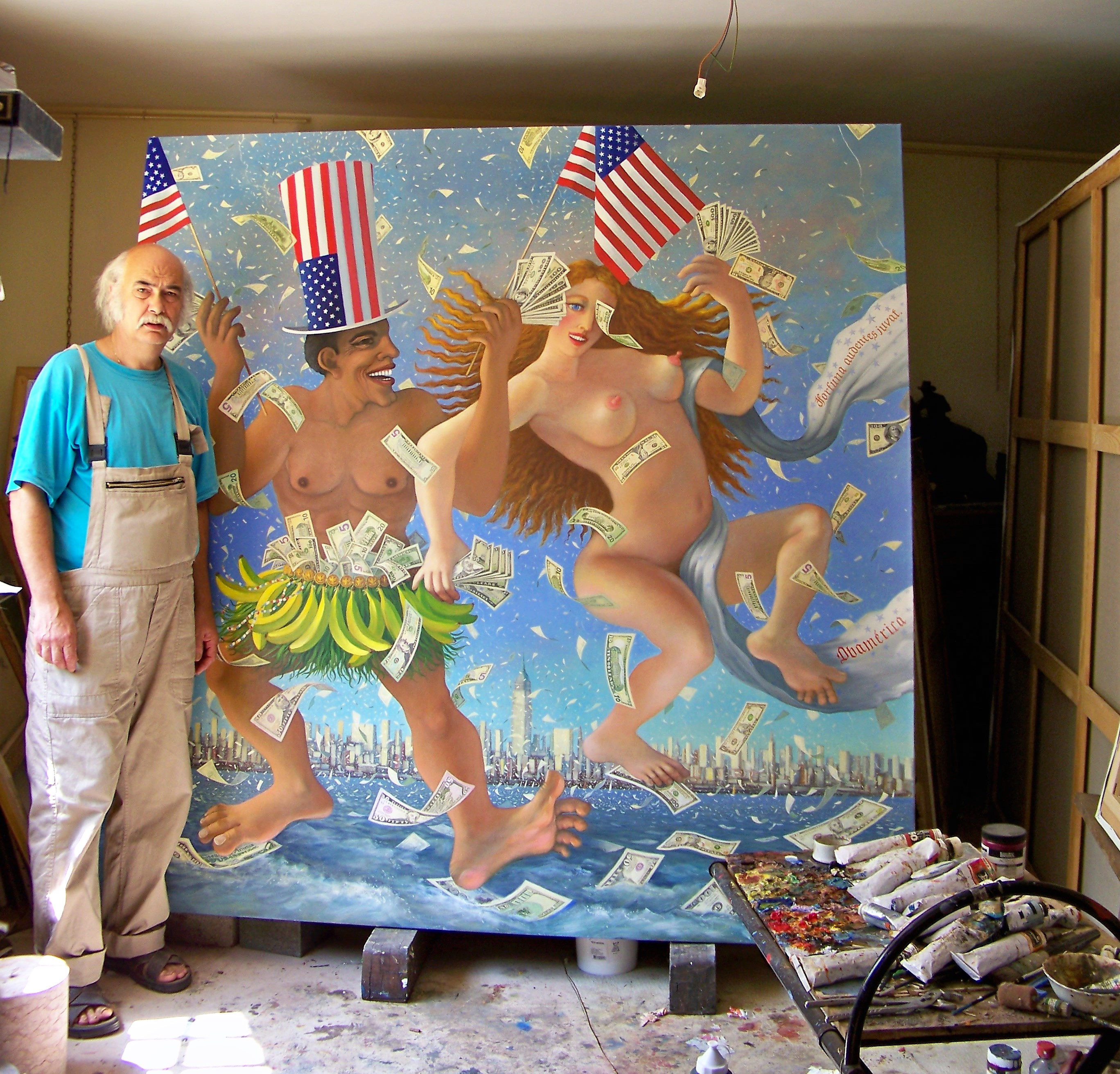
Obama président, huile sur toile, 2009

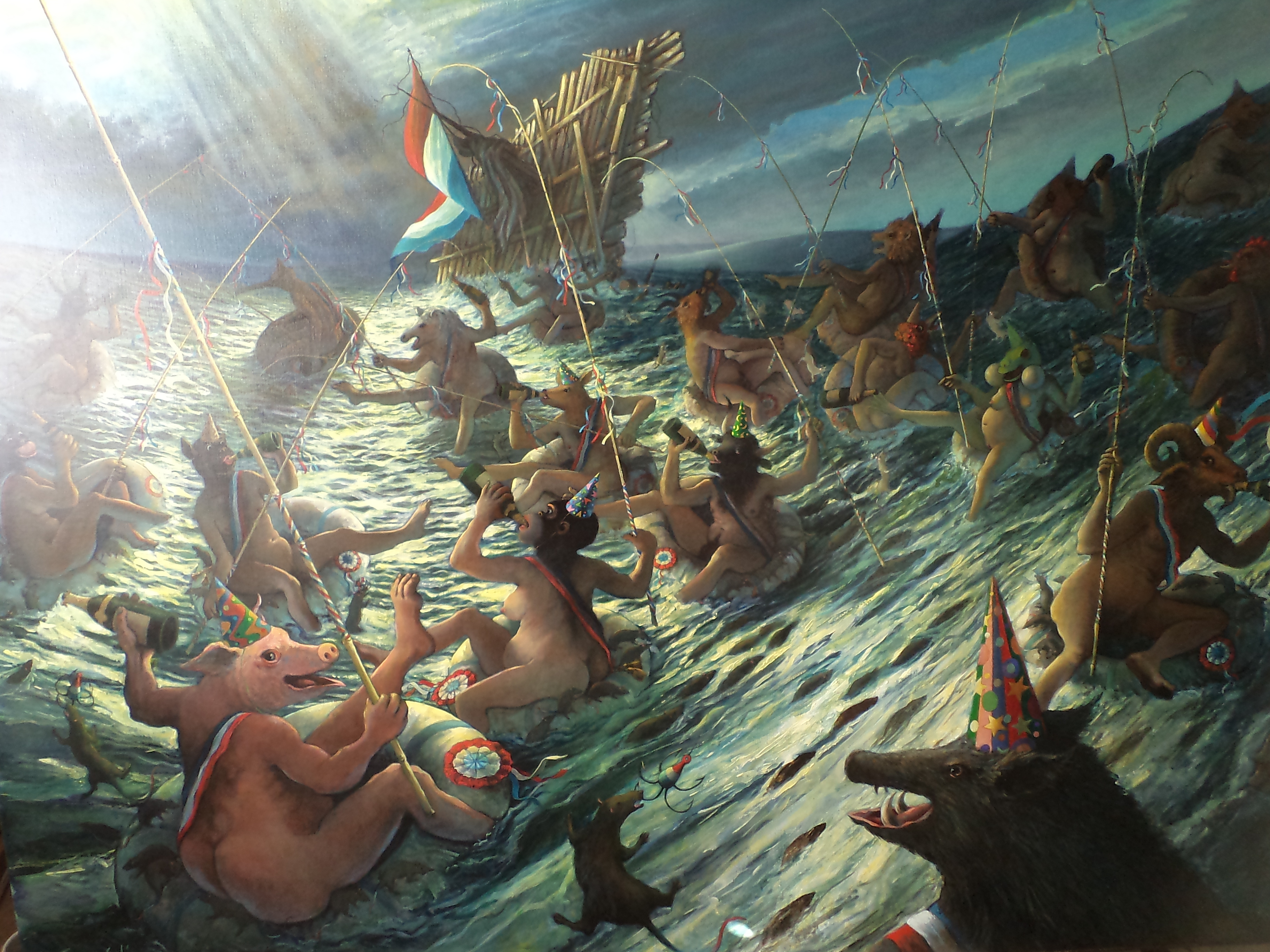
LA PECHE AUX VOIX. Année 2017. Huile sur toile. Hauteur : 1, 35 mètre. Largeur : 1.65 mètre

Primé médaille d'or au Salon des artistes français. 2023 exposition Les innocents à l’École des Beaux-Arts de St-Etienne Loire Galerie Cimaise Novembre. 2023 exposition Les innocents au Palais des Congrès de Perpignan Novembre-Décembre. 2024 exposition Les innocents à Carpentras dans la Chapelle du Collège en avril organisée par la ville.

## Publications
- CAMILLE ET SON CHAT. Année 2020. Technique mixte sur toile. Hauteur : 72.5 cm. Largeur : 60 cm.Jean François Galéa, Propos sur l'art, Stenay, chez l'auteur, 1974, 13 p. (OCLC 42401007, BNF 34563075)

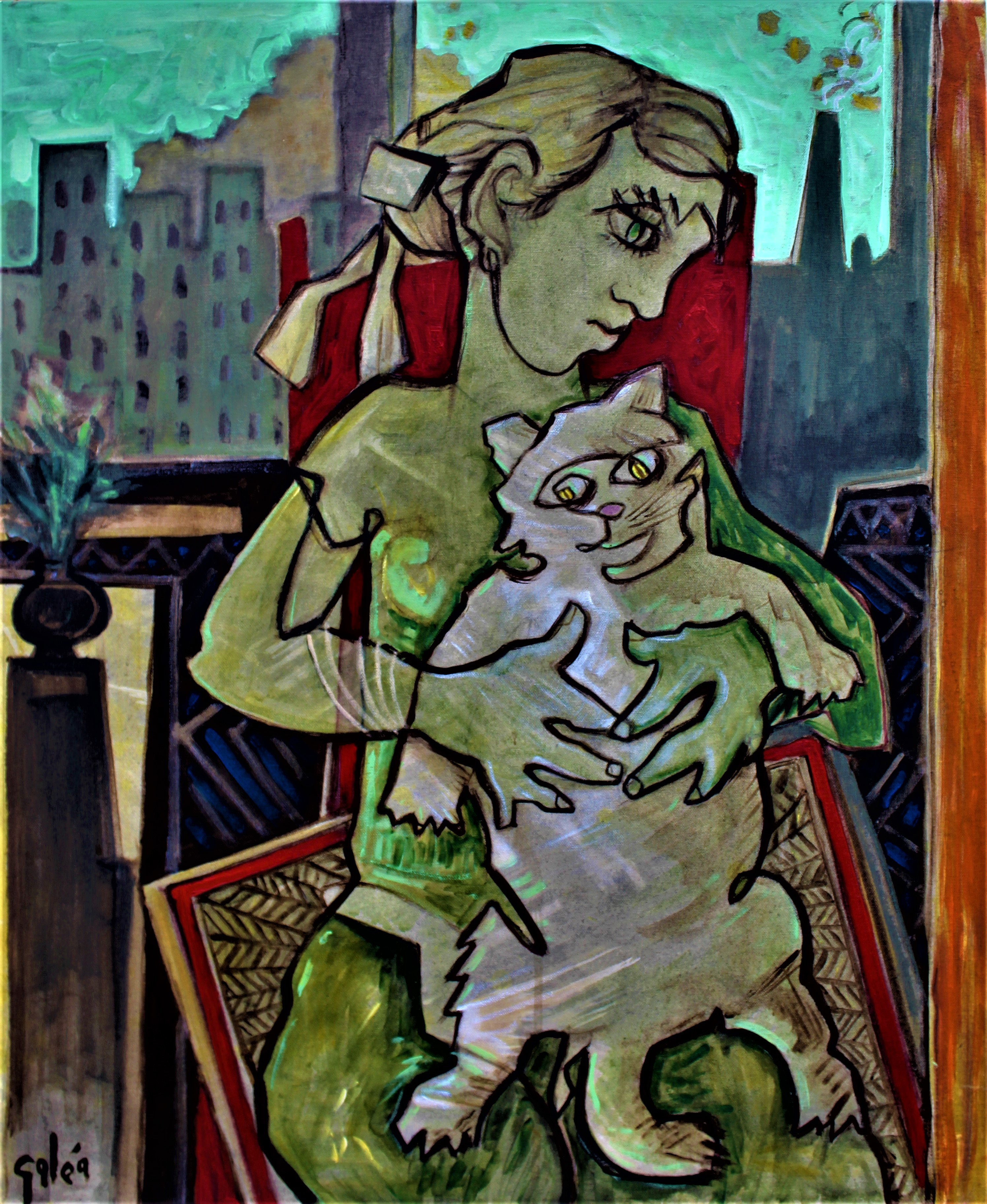
CAMILLE ET SON CHAT. Année 2020. Technique mixte sur toile. Hauteur : 72.5 cm. Largeur : 60 cm.

- André Nébon (ill. Jean François Galéa), 1914-2014, centenaire de la Grande guerre : hommage, Paris, chez l'auteur, 2014, 21 p. (OCLC 906264547)
- Salam-Paix-Shalom ouvrage édité à titre d'auteur imprimé par les éditions Bod en 2015, nombreuse illustrations couleurs d'après son tableau portant le même titre exposé à Paris.
- Politique, Votons citoyens !!! édition Les Presses du Midi en 2017, avec de nombreuses illustrations couleurs des tableaux Votez, 2007 ; Radeau France, 2012 ; La Pêche aux Voix, 2017.
- 2020-  Histoire- " GaléaHorreurAlgérie" Terrorisme en Algérie Française de 1954 à 1962,Tirage limité à 200 exemplaires- Illustration Gravures- Dessins- Peintures. Edition de l'auteur.
- 2020-  Histoire-de-France " Carricatures" REVOLUTION,Tirage limité à 100 exemplaires- Carricatures de l'artiste 2017-2020 quinquennat Macron. Edition de l'auteur.